# Klooster Engelendale
Het klooster Engelendale was een dominicanessenklooster te Brugge met een geschiedenis die teruggaat tot 1284.

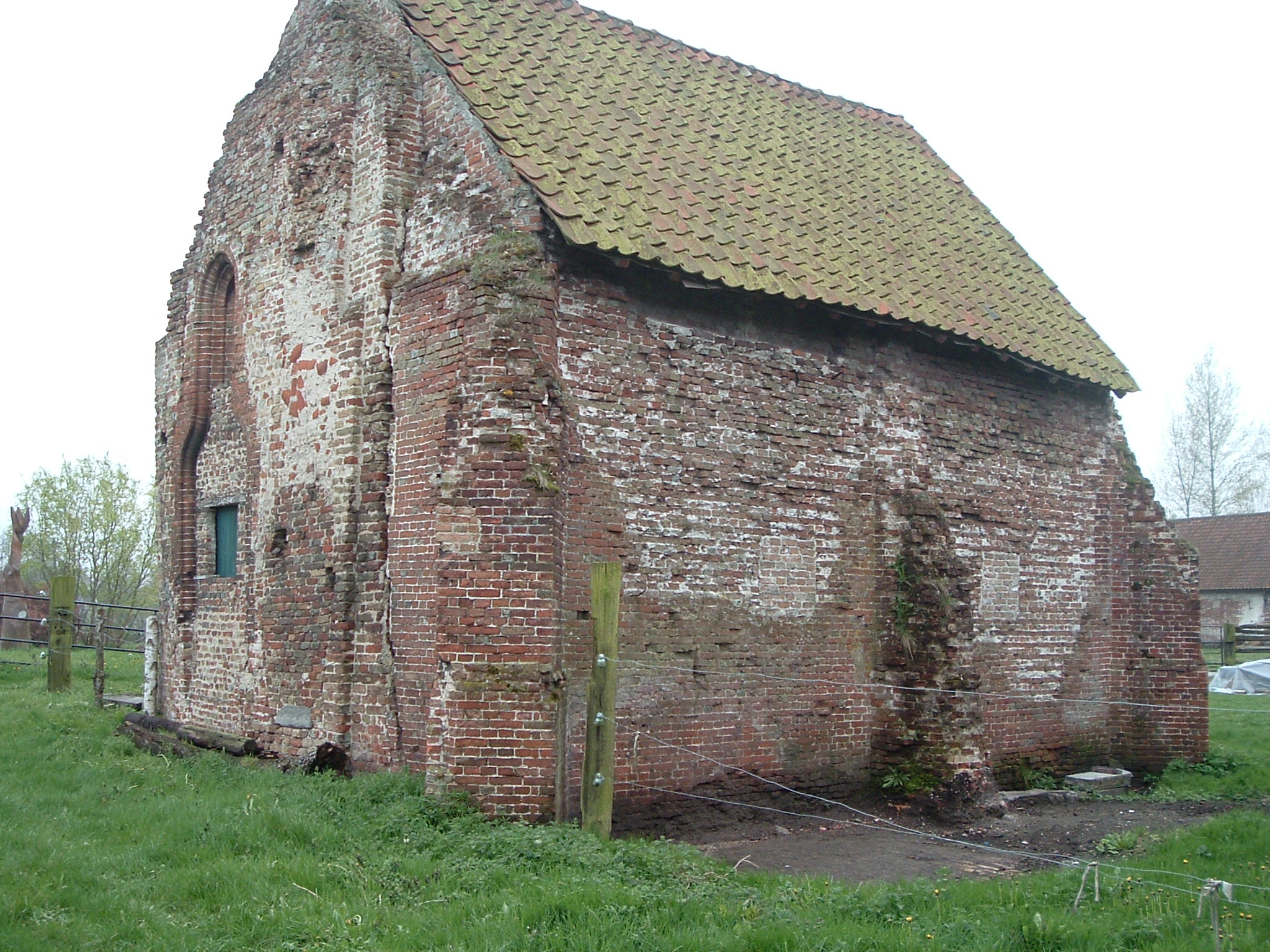
Restant van het klooster Engelendale (kapel?) te Assebroek in 2005

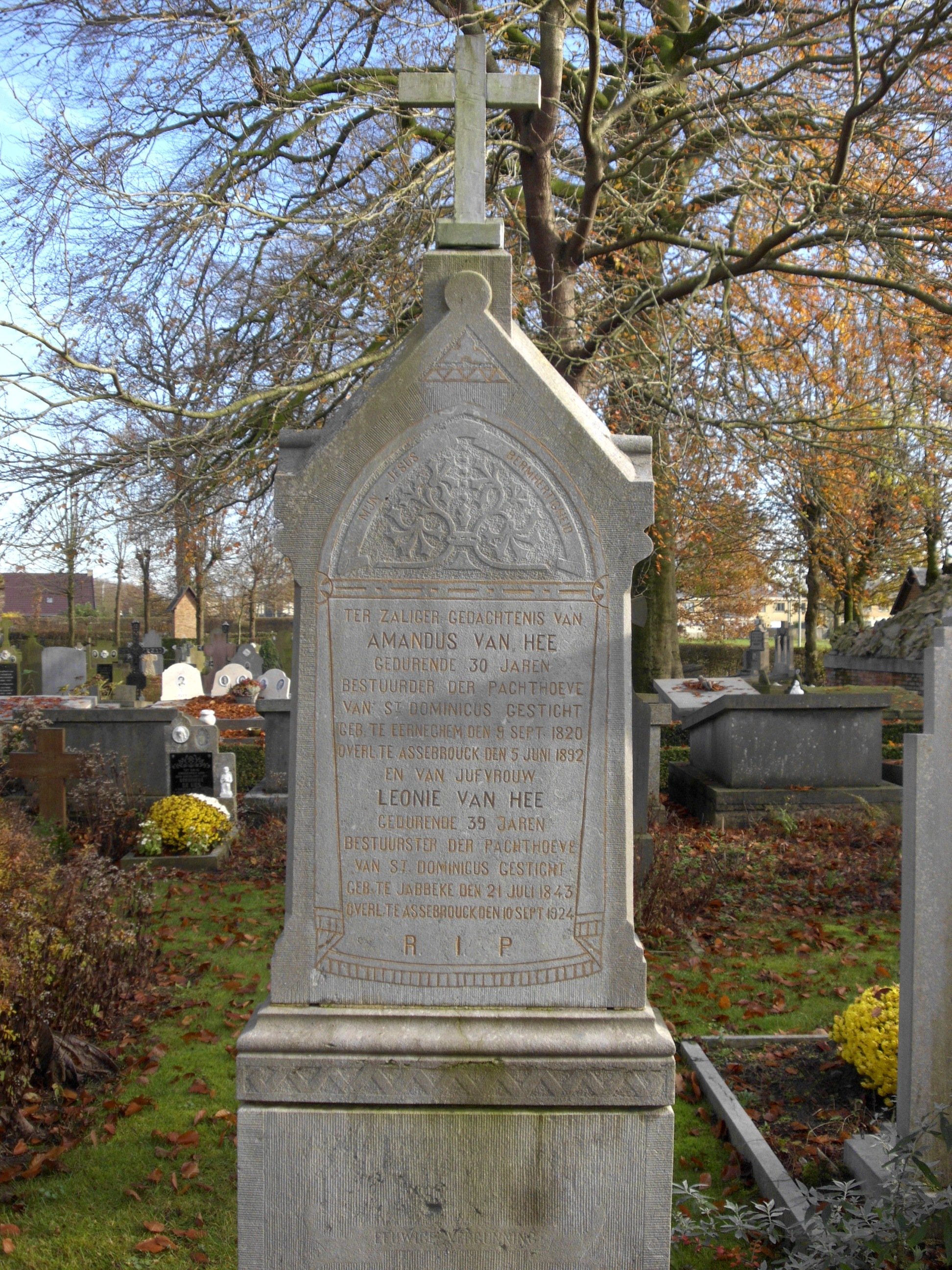
Grafmonument van Amandus en Leonie Van Hee, beheerders van de pachthoeve van het Dominicus-gesticht, aan de zuidgevel van de kerk op het oud kerkhof van Ver-Assebroek

## Geschiedenis
Het klooster is opgericht op driekoningendag 1284 in de heerlijkheid Assebroek door vier vrome vrouwen. In 1293 werd het opgenomen in de orde der dominicanen. Avezoete Van Dam was een van de stichtsters en tevens de eerste priores. Het klooster groeide door giften van edelen en de graven van Vlaanderen in de volgende eeuwen in aanzien en had op het toppunt van haar bezit, in de vijftiende eeuw, ongeveer een derde van alle landerijen in de parochie Assebroek in haar bezit. In de 16e eeuw waren er op het platteland te veel troebelen door de Geuzen en ten slotte werd het klooster bijna volledig vernield, zodat men zich binnen de stadsmuren van Brugge ging vestigen. De huidige Jakobinessenstraat verwijst nog naar deze periode en de ligging van het klooster. Het was een slotklooster. In het kader van de verlichte politiek van keizer Jozef II werden de slotkloosters opgeheven en Engelendale moest in 1783 sluiten. In 1796 werd het openbaar verkocht en afgebroken op aandrang van de Franse bezetting.
De laatste zuster, Benedicta Van Compernolle, stierf in 1840, maar haar neef kocht in 1834 de grond aan de Jacobinessenstraat om er een psychiatrisch ziekenhuis ('gesticht voor krankzinnigen') te beginnen: het Sint-Dominicusinstituut. Dit startte in 1847 met behulp van twee zusters uit Kortrijk. In 1854 waren er al 19 zusters. De congregatie heette voortaan: Zusters Dominicanessen van de heilige Catharina van Siëna. Nog voor de Eerste Wereldoorlog eindigde dit instituut en de patiënten werden overgenomen door de psychiatrische instituten in Sint-Michiels en in Beernem.
In 1861 werd een nieuw slotklooster geopend aan de Vlamingdam te Brugge. In 1996 begon de sloop van het klooster aan de Vlamingdam om plaats te maken voor een moderner complex dat in 1998 gereedkwam. Dit werd geleidelijk een rusthuis voor de bejaarde zusters. De gebouwen werden verder uitgebreid en opengesteld voor alle bejaarde personen.

## Verdere activiteiten
- Enkele zusters van het Sint-Dominicusinstituut namen in 1874 te Heverlee de verzorging van oudere dames op zich, terwijl in 1919 een weeshuis voor meisjes werd ingericht, en van 1921 tot 1957 een openluchtschool. In 1957 ontstond het Medisch Pedagogisch Instituut "Sint-Catharina" dat in 1971 als Priorij Terbank een door niet-religieuzen geleide instelling werd. In 1989 kwamen alle religieuzen van Terbank terug naar de Vlamingdam.
- Vanaf 1887 werd in Oostende de zorg voor weeskinderen van vissers op zich genomen. Later werd dit een lagere school en een kolonie voor zwakke kinderen. Vanaf 1949 werd dit geleidelijk tot een ziekenhuis omgevormd: De Sint-Jozefskliniek.
- In Oostduinkerke werd in 1920 een instituut voor verstandelijk gehandicapte jongeren opgericht: De Rozenkrans genaamd. Dit ontwikkelde zich tot het Vrij Orthopedagogisch Centrum, dat vele voorzieningen voor verstandelijk gehandicapten van alle leeftijden biedt. De zusters verlieten dit instituut in 1999.
- Van 1922 tot 1951 werd te Dilbeek de opleiding van zwakke kinderen verzorgd.
- Te Zottegem sloot een in 1845 opgericht klooster, dat zich aan ziekenzorg wijdde, zich in 1894 bij de dominicanessen aan. In 1985 werd het opgeheven.
- Te Erwetegem werd door de zusters van Zottegem een klooster overgenomen. Dit werd het Sint-Dominicusgesticht. Er ontstond een lagere school en een kolonie voor zwakke kinderen. In 1991 werd het een seculiere instelling en in 1997 verhuisden de zusters naar de Vlamingdam.
- Te Scheldewindeke leidden de zusters uit Erwetegem van 1908-1957 een tehuis voor arme en zwakke kinderen uit Gent.
- Van 1925-1998 werd gewerkt in de Democratische Republiek Congo en in Rwanda.